# Ouham (prefektur)
Ouham (franska) eller Wâmo (sango) är en prefektur i Centralafrikanska republiken. Den ligger i den västra delen av landet, 300 km norr om huvudstaden Bangui. Antalet invånare var 369 220 vid folkräkningen 2003. Arean var 50 250 kvadratkilometer innan prefekturen delades och Ouham-Fafa bildades 2021. Ouham gränsar till prefekturerna Ouham-Fafa, Ombella-Mpoko, Ouham-Pendé och Lim-Pendé samt till Tchad.
Ouham delas sedan den administrativa reformen 2021 in i underprefekturerna:
- Bossangoa
- Markounda
- Nana-Bakassa
- Nangha-Boguila